# Interministerieller Ausschuss
Ein interministerieller Ausschuss, kurz IMA, ist ein mit Verwaltungsmitarbeitern verschiedener beteiligter Ministerien besetztes Gremium zu einem Thema oder einer Angelegenheit einer Regierung. Die Einrichtung interministerielle Ausschüsse ist ein in der Regierungspraxis der Bundesrepublik Deutschland etablierter Mechanismus der Koordinierung von Ministerien und Vorbereitung von Regierungsbeschlüssen.
Die Geschäftsordnung der deutschen Bundesregierung legt fest, dass beteiligte Bundesministerien ein Thema beraten müssen, ehe es dem Bundeskabinett vorgelegt wird. Das federführende Ressort ist gemäß der gemeinsame Geschäftsordnung der Bundesministerien für die „rechtzeitige und umfassende Beteiligung“ verantwortlich. Als ein Mittel dazu hat sich in der Praxis die Bildung von – in den Geschäftsordnungen nicht als eigene Organe ausdrücklich vorgesehenen und geregelten – interministeriellen Ausschüssen etabliert. Solche Ausschüsse werden meist durch Vereinbarung der Bundesminister, seltener durch Kabinettsbeschluss eingesetzt. Sie dienen der Koordinierung der Ministerien, verfügen aber über keine eigene Entscheidungsbefugnis. Interministerielle Ausschüsse gibt es von der Beamtenebene bis zur Ebene der Staatssekretäre. Sie können ad hoc gebildet werden oder regelmäßig zusammenkommen und auch über Legislaturperioden hinweg existieren. Kabinettsbeschlüsse werden üblicherweise in solchen interministeriellen Ausschüssen vorbereitet, wobei typischerweise Angelegenheiten, die eine Ebene nicht regeln kann, eine Ebene nach oben gereicht werden. Diese Gremien dienen somit auch der Konfliktlösung zwischen Ressorts, bevor die an einer Frage beteiligten Bundesminister sich verständigen (siehe auch Kabinettsausschuss).
Interministerielle Ausschüsse gibt es in Deutschland auch auf Länderebene.